# Ufai kormányzóság

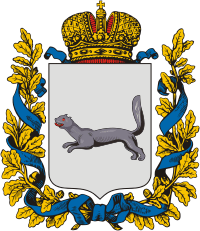
Az Ufai Kormányzóság címere

Az Ufai kormányzóság (oroszul: Уфи́мская губе́рния, baskírul: Өфө губернаһы) az Orosz Birodalom, illetve Szovjet-Oroszország egyik 1865 és 1922 között fennállott kormányzósága volt Ufa székhellyel. 1865-ben jött létre az Orenburgi kormányzóságból való kiválással. 122 005 km²-es területét 1879-ben hat ujezdre osztották fel. 1919. március 23-án egy része az ekkor alakult Baskír Autonóm Szovjet Szocialista Köztársaság része lett. Egyes részeit a következő években a Tatár Autonóm Szovjet Szocialista Köztársasághoz, illetve az Orenburgi és az 1919-ben szervezett Cseljabinszki kormányzósághoz csatolták. 1922. június 14-én szűnt meg, ekkor területének nagy részét Baskíriához csatolták.

## Népesség
Az 1865-ös adatok szerint lakossága 1 291 018, az 1897-es népszámlálás szerint már 2 220 497 fő, amelynek 48,9%-a városlakó volt. Nemzetiségi összetétele: baskírok 41%; oroszok 38%; tatárok 8,4%; marik 3,7%; csuvasok 2,8%; mordvinok 1,7%.

## Gazdasága
A kormányzóság teljes területének kb. 35%-a szántóföld volt. Az ipar a bányászaton, fémfeldolgozáson; élelmiszeriparon, ruhaiparon, valamint a faipari ágakon alapult.

## Híres emberek
- Guinan Khairy (Gajnan Hajri) (1903–1938) baskír költő, író, drámaíró
- Shaikhzada Babich (Sajhzada Babics) (1895–1919 ) baskír költő, író, drámaíró
- Baryi Kalimullin (Barij Kalimullin) (1907–1989) orosz építész, pedagógus, társadalmi aktivista

## Fordítás
Ez a szócikk részben vagy egészben  az   Ufa Guvernorate című angol Wikipédia-szócikk ezen változatának fordításán alapul.  Az eredeti cikk szerkesztőit annak laptörténete sorolja fel. Ez a jelzés csupán a megfogalmazás eredetét és a szerzői jogokat jelzi, nem szolgál a cikkben szereplő információk forrásmegjelöléseként.
Ez a szócikk részben vagy egészben  a(z)   Уфимская губерния című orosz Wikipédia-szócikk ezen változatának fordításán alapul.  Az eredeti cikk szerkesztőit annak laptörténete sorolja fel. Ez a jelzés csupán a megfogalmazás eredetét és a szerzői jogokat jelzi, nem szolgál a cikkben szereplő információk forrásmegjelöléseként.